# Pyronia vulgaris
Pyronia vulgaris är en fjärilsart som beskrevs av Ramon Agenjo Cecilia 1952. Pyronia vulgaris ingår i släktet Pyronia och familjen praktfjärilar. Inga underarter finns listade.